# Vermont/Sunset (métro de Los Angeles)
Vermont/Sunset est une station du métro de Los Angeles desservie par les rames de la ligne B et située dans le quartier d'East Hollywood à Los Angeles en Californie.

## Localisation
Station souterraine du métro de Los Angeles, Vermont/Sunset est située sur la ligne B à l'intersection de Sunset Boulevard et de Vermont Avenue à East Hollywood, un quartier situé au nord-ouest du centre-ville de Los Angeles. Plus précisément, elle dessert les secteurs de Little Armenia, Silver Lake et Los Feliz.

## Histoire
Vermont/Sunset a été mise en service le 12 juin 1999.

## Service

### Accueil

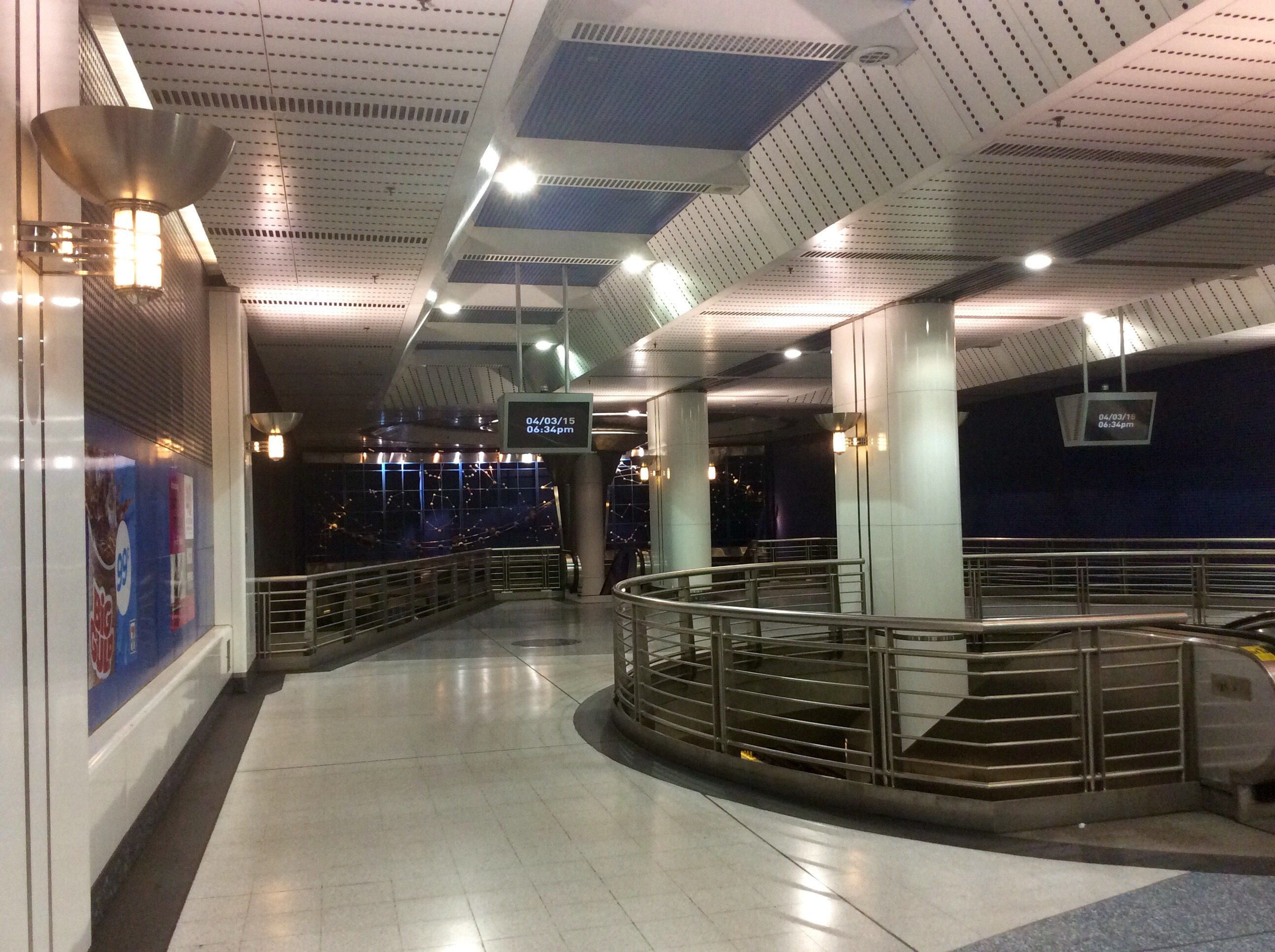
Premier étage de la station.
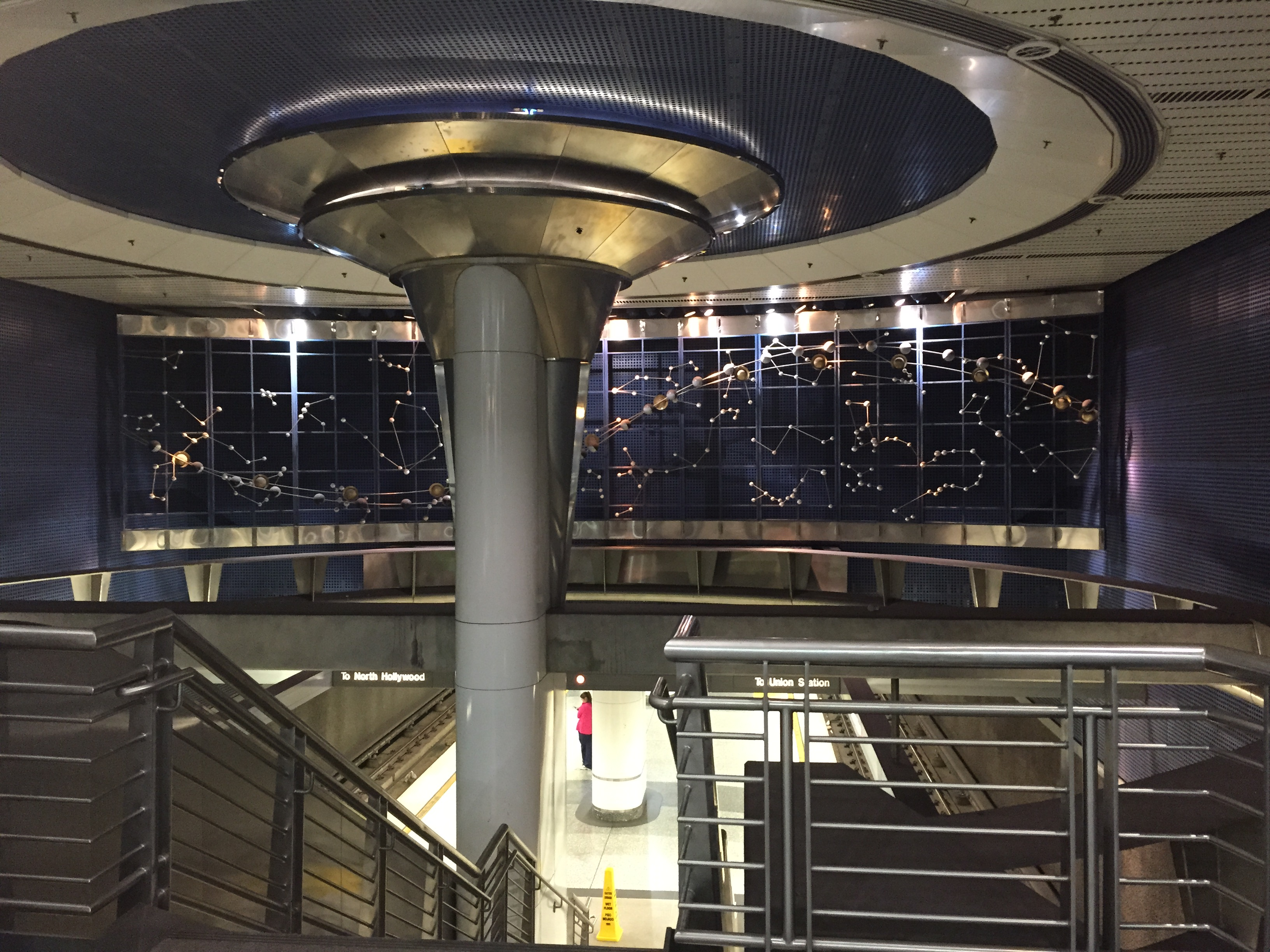
Vue de l'installation artistique.
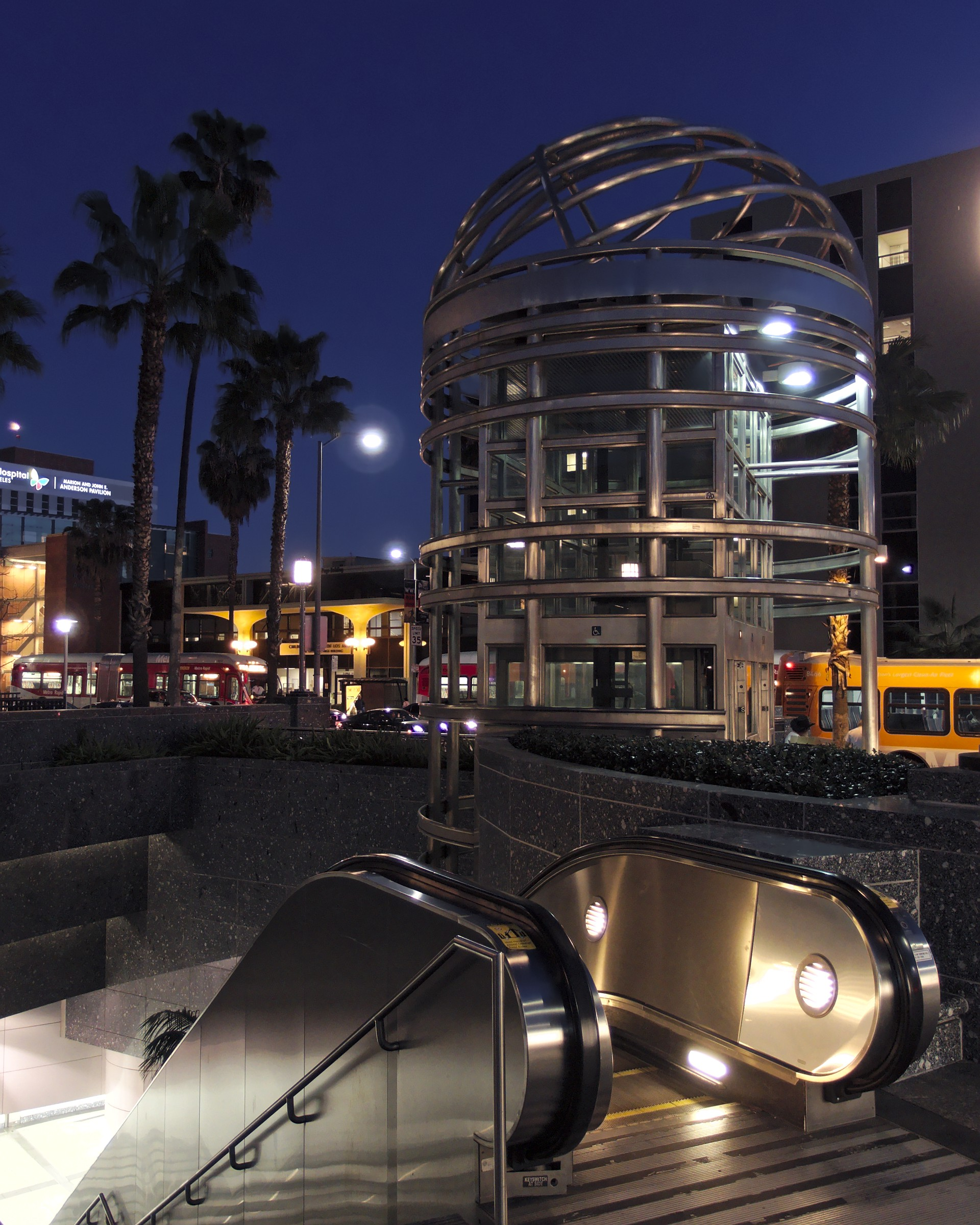
Extérieur de la station.

### Desserte
Vermont/Sunset est desservie par les rames de la ligne B du métro.

### Intermodalité
La station est desservie par les lignes d'autobus 2, 175, 204, 206, 302 et 754 de Metro.

## Architecture et œuvres d'art
Ecliptic/Illume, œuvre installée lors de l'ouverture de la station en 1999, est signée par l'artiste Michael Davis ; elle évoque les symboles que l'astronomie et la médecine partagent (il est à noter que le Children's Hospital Los Angeles (en) se situe à proximité de la station).